# Adil Ramzi
Adil Ramzi (Marrakech, 14 luglio 1977) è un ex calciatore marocchino, di ruolo centrocampista.

## Carriera

### Club
Dopo essere cresciuto nel Kawkab Marrakech nell'estate 1997 lascia il suo paese per trasferirsi in Italia nelle file dell'Udinese. L'esperienza italiana è però deludente non riuscendo mai a scendere in campo in partite ufficiali. Riesce solo a collezionare una panchina nella seconda giornata del campionato di Serie A 1997-1998, nella partita Lecce-Udinese 1-2 del 13 settembre 1997. A gennaio lascia l'Udinese per trasferirsi in Eredivisie al Willem II. Il prosieguo della sua carriera calcistica si svolge per la maggior parte in terra nederlandese, vestendo anche maglie prestigiose quali quelle di PSV, Twente e AZ Alkmaar.

### Nazionale
Con la nazionale maggiore marocchina ha partecipato alla Coppa d'Africa 2000 e alla Coppa d'Africa 2002. Con la maglia del suo paese ha collezionato 41 presenze e segnato 5 reti.

## Statistiche

### Cronologia presenze e reti in nazionale
| Cronologia completa delle presenze e delle reti in nazionale ― Marocco | Cronologia completa delle presenze e delle reti in nazionale ― Marocco | Cronologia completa delle presenze e delle reti in nazionale ― Marocco | Cronologia completa delle presenze e delle reti in nazionale ― Marocco | Cronologia completa delle presenze e delle reti in nazionale ― Marocco | Cronologia completa delle presenze e delle reti in nazionale ― Marocco | Cronologia completa delle presenze e delle reti in nazionale ― Marocco | Cronologia completa delle presenze e delle reti in nazionale ― Marocco |
| Data                                                                   | Città                                                                  | In casa                                                                | Risultato                                                              | Ospiti                                                                 | Competizione                                                           | Reti                                                                   | Note                                                                   |
| ---------------------------------------------------------------------- | ---------------------------------------------------------------------- | ---------------------------------------------------------------------- | ---------------------------------------------------------------------- | ---------------------------------------------------------------------- | ---------------------------------------------------------------------- | ---------------------------------------------------------------------- | ---------------------------------------------------------------------- |
| 23-12-1998                                                             | Agadir                                                                 | Marocco                                                                | 4 – 1                                                                  | Bulgaria                                                               | Amichevole                                                             | 1                                                                      |                                                                        |
| 20-1-1999                                                              | Marsiglia                                                              | Francia                                                                | 1 – 0                                                                  | Marocco                                                                | Amichevole                                                             | -                                                                      | 46’                                                                    |
| 24-1-1999                                                              | Conakry                                                                | Guinea                                                                 | 1 – 1                                                                  | Marocco                                                                | Qual. Coppa d'Africa 2000                                              | -                                                                      | 46’                                                                    |
| 11-4-1999                                                              | Casablanca                                                             | Marocco                                                                | 1 – 1                                                                  | Togo                                                                   | Qual. Coppa d'Africa 2000                                              | -                                                                      | 67’                                                                    |
| 28-4-1999                                                              | Arnhem                                                                 | Paesi Bassi                                                            | 1 – 2                                                                  | Marocco                                                                | Amichevole                                                             | -                                                                      | 90’                                                                    |
| 6-6-1999                                                               | Rabat                                                                  | Marocco                                                                | 1 – 0                                                                  | Guinea                                                                 | Qual. Coppa d'Africa 2000                                              | -                                                                      | 70’                                                                    |
| 17-11-1999                                                             | Marrakech                                                              | Marocco                                                                | 2 – 1                                                                  | Stati Uniti                                                            | Amichevole                                                             | 1                                                                      | 75’                                                                    |
| 21-12-1999                                                             | Agadir                                                                 | Marocco                                                                | 0 – 0                                                                  | Senegal                                                                | Amichevole                                                             | -                                                                      |                                                                        |
| 18-1-2000                                                              | El Jadida                                                              | Marocco                                                                | 1 – 0                                                                  | Trinidad e Tobago                                                      | Amichevole                                                             | -                                                                      |                                                                        |
| 25-1-2000                                                              | Lagos                                                                  | Marocco                                                                | 1 – 0                                                                  | Rep. del Congo                                                         | Coppa d'Africa 2000 - 1º turno                                         | -                                                                      | 76’                                                                    |
| 29-1-2000                                                              | Lagos                                                                  | Marocco                                                                | 0 – 0                                                                  | Tunisia                                                                | Coppa d'Africa 2000 - 1º turno                                         | -                                                                      | 67’                                                                    |
| 3-2-2000                                                               | Lagos                                                                  | Nigeria                                                                | 2 – 0                                                                  | Marocco                                                                | Coppa d'Africa 2000 - 1º turno                                         | -                                                                      | 70’                                                                    |
| 9-4-2000                                                               | Bakau                                                                  | Gambia                                                                 | 0 – 1                                                                  | Marocco                                                                | Qual. Mondiali 2002                                                    | -                                                                      | 88’                                                                    |
| 4-6-2000                                                               | Casablanca                                                             | Marocco                                                                | 1 – 0                                                                  | Giamaica                                                               | Trofeo di calcio Hassan II 2000 - Semifinale                           | -                                                                      |                                                                        |
| 6-6-2000                                                               | Casablanca                                                             | Marocco                                                                | 1 – 5                                                                  | Francia                                                                | Trofeo di calcio Hassan II 2000 - Finale                               | -                                                                      | 59’                                                                    |
| 22-11-2000                                                             | Casablanca                                                             | Marocco                                                                | 0 – 0                                                                  | Libia                                                                  | Amichevole                                                             | -                                                                      | Uscita                                                                 |
| 13-1-2001                                                              | Tunisi                                                                 | Tunisia                                                                | 0 – 1                                                                  | Marocco                                                                | Qual. Coppa d'Africa 2002                                              | -                                                                      |                                                                        |
| 28-1-2001                                                              | Il Cairo                                                               | Egitto                                                                 | 0 – 0                                                                  | Marocco                                                                | Qual. Mondiali 2002                                                    | -                                                                      | 87’                                                                    |
| 24-2-2001                                                              | Rabat                                                                  | Marocco                                                                | 0 – 0                                                                  | Senegal                                                                | Qual. Mondiali 2002                                                    | -                                                                      |                                                                        |
| 24-3-2001                                                              | Rabat                                                                  | Marocco                                                                | 2 – 0                                                                  | Tunisia                                                                | Qual. Coppa d'Africa 2002                                              | -                                                                      | 59’                                                                    |
| 21-4-2001                                                              | Rabat                                                                  | Marocco                                                                | 3 – 0                                                                  | Namibia                                                                | Qual. Mondiali 2002                                                    | -                                                                      |                                                                        |
| 4-5-2001                                                               | Algeri                                                                 | Algeria                                                                | 1 – 2                                                                  | Marocco                                                                | Qual. Mondiali 2002                                                    | -                                                                      |                                                                        |
| 2-6-2001                                                               | Nairobi                                                                | Kenya                                                                  | 1 – 1                                                                  | Marocco                                                                | Qual. Coppa d'Africa 2002                                              | -                                                                      | 89’                                                                    |
| 16-6-2001                                                              | Fès                                                                    | Marocco                                                                | 0 – 1                                                                  | Gabon                                                                  | Qual. Coppa d'Africa 2002                                              | -                                                                      |                                                                        |
| 30-6-2001                                                              | Rabat                                                                  | Marocco                                                                | 1 – 0                                                                  | Egitto                                                                 | Qual. Mondiali 2002                                                    | -                                                                      |                                                                        |
| 14-7-2001                                                              | Dakar                                                                  | Senegal                                                                | 1 – 0                                                                  | Marocco                                                                | Qual. Mondiali 2002                                                    | -                                                                      | 63’                                                                    |
| 5-9-2001                                                               | Piacenza                                                               | Italia                                                                 | 1 – 0                                                                  | Marocco                                                                | Amichevole                                                             | -                                                                      | 79’                                                                    |
| 14-11-2001                                                             | Rabat                                                                  | Marocco                                                                | 1 – 0                                                                  | Zambia                                                                 | Amichevole                                                             | -                                                                      |                                                                        |
| 13-1-2002                                                              | Rabat                                                                  | Marocco                                                                | 2 – 1                                                                  | Guinea                                                                 | Amichevole                                                             | 1                                                                      | 75’                                                                    |
| 16-1-2002                                                              | Bakau                                                                  | Gambia                                                                 | 0 – 2                                                                  | Marocco                                                                | Amichevole                                                             | 1                                                                      |                                                                        |
| 21-1-2002                                                              | Ségou                                                                  | Marocco                                                                | 0 – 0                                                                  | Ghana                                                                  | Coppa d'Africa 2002 - 1º turno                                         | -                                                                      |                                                                        |
| 26-1-2002                                                              | Ségou                                                                  | Burkina Faso                                                           | 1 – 2                                                                  | Marocco                                                                | Coppa d'Africa 2002 - 1º turno                                         | -                                                                      |                                                                        |
| 30-1-2002                                                              | Ségou                                                                  | Sudafrica                                                              | 3 – 1                                                                  | Marocco                                                                | Coppa d'Africa 2002 - 1º turno                                         | -                                                                      |                                                                        |
| 21-8-2002                                                              | Lussemburgo                                                            | Lussemburgo                                                            | 0 – 2                                                                  | Marocco                                                                | Amichevole                                                             | -                                                                      | Uscita                                                                 |
| 7-9-2002                                                               | Libreville                                                             | Gabon                                                                  | 0 – 1                                                                  | Marocco                                                                | Qual. Coppa d'Africa 2004                                              | -                                                                      | 84’ 86’                                                                |
| 13-10-2002                                                             | Rabat                                                                  | Marocco                                                                | 5 – 0                                                                  | Guinea Equatoriale                                                     | Qual. Coppa d'Africa 2004                                              | 1                                                                      |                                                                        |
| 20-11-2002                                                             | Rabat                                                                  | Marocco                                                                | 1 – 3                                                                  | Mali                                                                   | Amichevole                                                             | -                                                                      |                                                                        |
| 24-5-2006                                                              | Nashville                                                              | Stati Uniti                                                            | 0 – 1                                                                  | Marocco                                                                | Amichevole                                                             | -                                                                      | 5’ 60’                                                                 |
| 28-5-2006                                                              | Colombes                                                               | Marocco                                                                | 0 – 1                                                                  | Mali                                                                   | Amichevole                                                             | -                                                                      | 59’                                                                    |
| 4-6-2006                                                               | Barcellona                                                             | Colombia                                                               | 2 – 0                                                                  | Marocco                                                                | Amichevole                                                             | -                                                                      | 83’                                                                    |
| 25-3-2007                                                              | Harare                                                                 | Zimbabwe                                                               | 1 – 1                                                                  | Marocco                                                                | Qual. Coppa d'Africa 2008                                              | -                                                                      | 55’                                                                    |
| Totale                                                                 |                                                                        | Presenze                                                               | 41                                                                     |                                                                        | Reti                                                                   | 5                                                                      |                                                                        |

| Cronologia completa delle presenze e delle reti in nazionale ― Marocco under 20 | Cronologia completa delle presenze e delle reti in nazionale ― Marocco under 20 | Cronologia completa delle presenze e delle reti in nazionale ― Marocco under 20 | Cronologia completa delle presenze e delle reti in nazionale ― Marocco under 20 | Cronologia completa delle presenze e delle reti in nazionale ― Marocco under 20 | Cronologia completa delle presenze e delle reti in nazionale ― Marocco under 20 | Cronologia completa delle presenze e delle reti in nazionale ― Marocco under 20 | Cronologia completa delle presenze e delle reti in nazionale ― Marocco under 20 |
| Data                                                                            | Città                                                                           | In casa                                                                         | Risultato                                                                       | Ospiti                                                                          | Competizione                                                                    | Reti                                                                            | Note                                                                            |
| ------------------------------------------------------------------------------- | ------------------------------------------------------------------------------- | ------------------------------------------------------------------------------- | ------------------------------------------------------------------------------- | ------------------------------------------------------------------------------- | ------------------------------------------------------------------------------- | ------------------------------------------------------------------------------- | ------------------------------------------------------------------------------- |
| 16-6-1997                                                                       | Shah Alam                                                                       | Malaysia under 20                                                               | 1 – 3                                                                           | Marocco under 20                                                                | Mondiali Under-20 1997 - 1º turno                                               | -                                                                               |                                                                                 |
| 19-6-1997                                                                       | Shah Alam                                                                       | Marocco under 20                                                                | 1 – 1                                                                           | Belgio under 20                                                                 | Mondiali Under-20 1997 - 1º turno                                               | -                                                                               |                                                                                 |
| 22-6-1997                                                                       | Shah Alam                                                                       | Marocco under 20                                                                | 0 – 0                                                                           | Uruguay under 20                                                                | Mondiali Under-20 1997 - 1º turno                                               | -                                                                               |                                                                                 |
| 25-6-1997                                                                       | Shah Alam                                                                       | Irlanda under 20                                                                | 2 – 1 dts                                                                       | Marocco under 20                                                                | Mondiali Under-20 1997 - Ottavi di finale                                       | -                                                                               |                                                                                 |
| Totale                                                                          |                                                                                 | Presenze                                                                        | 4                                                                               |                                                                                 | Reti                                                                            | 0                                                                               |                                                                                 |

## Palmarès

### Club

#### Competizioni nazionali
- Campionato olandese: 1

PSV: 2000-2001
- Supercoppa dei Paesi Bassi: 2

PSV: 2000, 2001